# Benelli Leoncino (2015)
La Benelli Leoncino è una motocicletta prodotta a partire dal 2015 dalla casa motociclistica italiana Benelli. 
È disponibile nelle cilindrate 125, 250, 500 e 800.

## Storia e descrizione

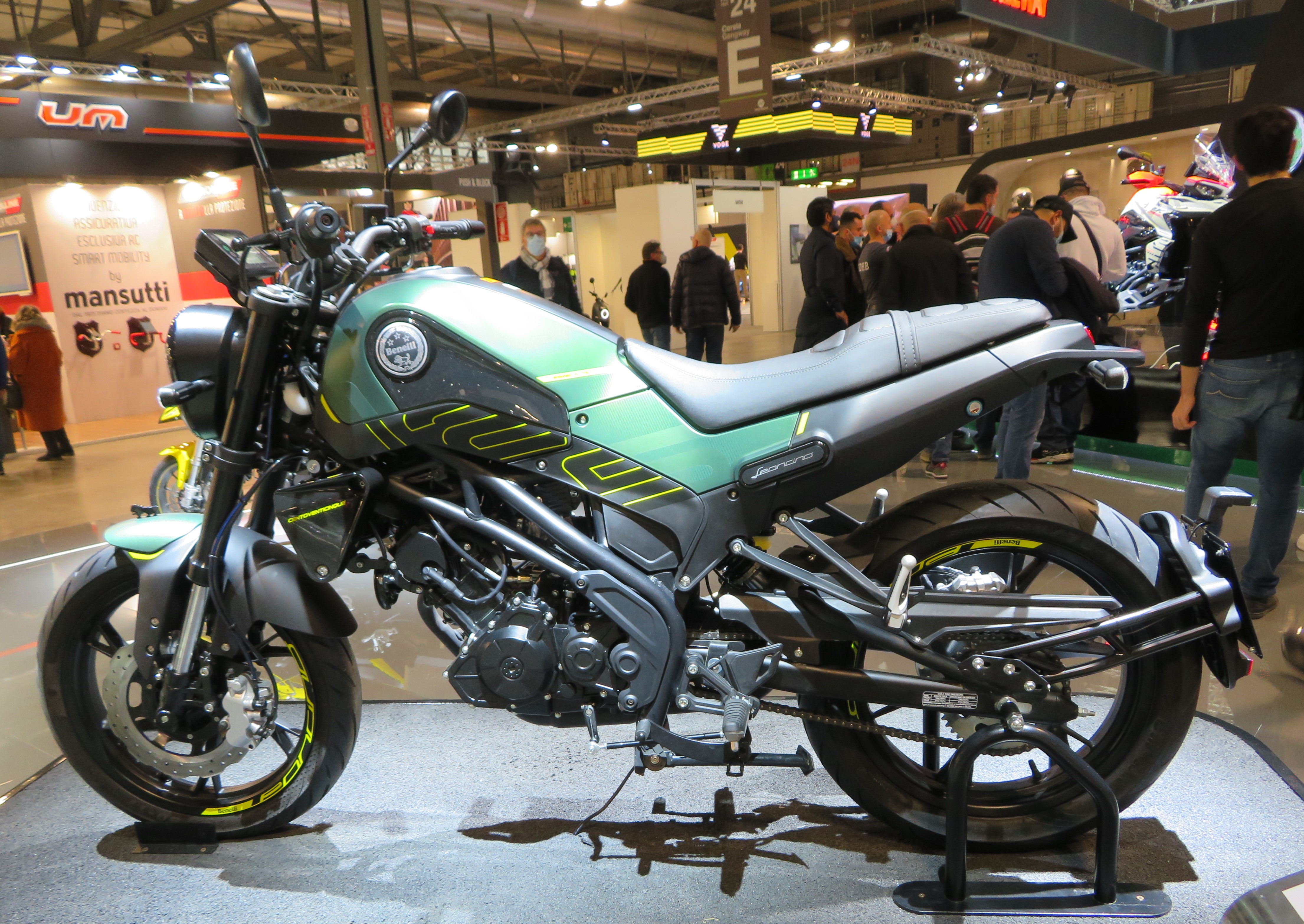
Leoncino 125

Dopo diversi decenni in cui il nome "Leoncino" non era più stato usato, Benelli ha presentato all'EICMA 2015 il prototipo della Benelli Leoncino 500: una moto alimentata da un bicilindrico con 48 CV, a quattro tempi con raffreddamento a liquido e dotato di ABS. La Leoncino 500 è stata messa in commercio nel 2017 in due versioni: Leoncino 500 e Leoncino 500 Trail.
Questi due modelli condividono lo stesso motore ma hanno alcune piccole caratteristiche differenti a livello di telaio, ciclistica ed accessori.
Ad EICMA 2018 è stato annunciato un nuovo modello dotato di un motore più piccolo, chiamata Leoncino 250. Questa versione monta un monocilindrico raffreddata a liquido da 249 cm³ a quattro tempi che eroga una potenza di 26 CV ed è dotata di ABS.
La Leoncino 250 è stata introdotta sul mercato nel 2019; nello stesso anno ad EICMA è stata annunciata la Leoncino 800, che ha successivamente debuttato in veste definitiva ad EICMA 2021. Ad EICMA 2021 viene presentata anche la versione 125 con il nuovo monocilindrico quattro tempi da 12,8 CV (9,4 kW), raffreddato a liquido con distribuzione a singolo asse a camme in testa, 4 valvole per cilindro, iniezione elettronica con corpo farfallato da 28 millimetri di diametro, frizione in bagno d’olio e cambio a 6 velocità.
La versione 2025 del Leoncino 500 monta un bicilindrico parallelo 4T da 47,6 CV (35 kW) a 8.500 giri/min ed una coppia massima di 46 Nm a 6.000 giri/min.

## Leoncino 500
| Caratteristiche tecniche - Leoncino 500 ABS (2017-2020)        | Caratteristiche tecniche - Leoncino 500 ABS (2017-2020) | Caratteristiche tecniche - Leoncino 500 ABS (2017-2020) | Caratteristiche tecniche - Leoncino 500 ABS (2017-2020) | Caratteristiche tecniche - Leoncino 500 ABS (2017-2020) | Caratteristiche tecniche - Leoncino 500 ABS (2017-2020) |
| -------------------------------------------------------------- | --- | --- | --- | --- | --- |
|                                                                | | | | | |
| Dimensioni e pesi                                              | | | | | |
| Ingombri (lungh.×largh.×alt.)                                  | 2139 × 887 × 1120 mm | 2139 × 887 × 1120 mm | 2139 × 887 × 1120 mm | 2139 × 887 × 1120 mm | 2139 × 887 × 1120 mm |
| Altezze                                                        | Sella: 785 mm - Minima da terra: 145 mm | Sella: 785 mm - Minima da terra: 145 mm | Sella: 785 mm - Minima da terra: 145 mm | Sella: 785 mm - Minima da terra: 145 mm | Sella: 785 mm - Minima da terra: 145 mm |
| Interasse: 1443 mm                                             | Interasse: 1443 mm | Massa a vuoto: 186 kg | Massa a vuoto: 186 kg | Serbatoio: 12,7 L | Serbatoio: 12,7 L |
| Meccanica                                                      | | | | | |
| Tipo motore: bicilindrico in linea a 4 tempi                   | Tipo motore: bicilindrico in linea a 4 tempi | Tipo motore: bicilindrico in linea a 4 tempi | Tipo motore: bicilindrico in linea a 4 tempi | Raffreddamento: a liquido | Raffreddamento: a liquido |
| Cilindrata                                                     | 499,6 cm³ (Alesaggio 69 × Corsa 66,8 mm) | 499,6 cm³ (Alesaggio 69 × Corsa 66,8 mm) | 499,6 cm³ (Alesaggio 69 × Corsa 66,8 mm) | 499,6 cm³ (Alesaggio 69 × Corsa 66,8 mm) | 499,6 cm³ (Alesaggio 69 × Corsa 66,8 mm) |
| Distribuzione: bialbero, lubrificazione forzata a carter umido | Distribuzione: bialbero, lubrificazione forzata a carter umido | Distribuzione: bialbero, lubrificazione forzata a carter umido | Alimentazione: iniezione elettronica | Alimentazione: iniezione elettronica | Alimentazione: iniezione elettronica |
| Potenza: 35 Kw (47,3 CV) a 8500 giri al minuto                 | Potenza: 35 Kw (47,3 CV) a 8500 giri al minuto | Coppia: 45 Nm a 5000 giri | Coppia: 45 Nm a 5000 giri | Rapporto di compressione: 11,5:1 | Rapporto di compressione: 11,5:1 |
| Frizione: In bagno d'olio                                      | Frizione: In bagno d'olio | Frizione: In bagno d'olio | Cambio: a 6 rapporti | Cambio: a 6 rapporti | Cambio: a 6 rapporti |
| Accensione                                                     | elettronica | elettronica | elettronica | elettronica | elettronica |
| Trasmissione                                                   | a catena | a catena | a catena | a catena | a catena |
| Avviamento                                                     | elettrico | elettrico | elettrico | elettrico | elettrico |
| Ciclistica                                                     | | | | | |
| Telaio                                                         | in tubi d'acciaio | in tubi d'acciaio | in tubi d'acciaio | in tubi d'acciaio | in tubi d'acciaio |
| Sospensioni                                                    | Anteriore: forcelle upside-down con steli da 50 mm di diametro / Posteriore: forcellone oscillante con mono ammortizzatore laterale regolabile nel precarico molla e freno estensione | Anteriore: forcelle upside-down con steli da 50 mm di diametro / Posteriore: forcellone oscillante con mono ammortizzatore laterale regolabile nel precarico molla e freno estensione | Anteriore: forcelle upside-down con steli da 50 mm di diametro / Posteriore: forcellone oscillante con mono ammortizzatore laterale regolabile nel precarico molla e freno estensione | Anteriore: forcelle upside-down con steli da 50 mm di diametro / Posteriore: forcellone oscillante con mono ammortizzatore laterale regolabile nel precarico molla e freno estensione | Anteriore: forcelle upside-down con steli da 50 mm di diametro / Posteriore: forcellone oscillante con mono ammortizzatore laterale regolabile nel precarico molla e freno estensione |
| Freni                                                          | Anteriore: doppio disco semiflottante con pinza radiale a 4 pistoncini / Posteriore: disco singolo con pinza flottante a singolo pistoncino e ABS                                     | Anteriore: doppio disco semiflottante con pinza radiale a 4 pistoncini / Posteriore: disco singolo con pinza flottante a singolo pistoncino e ABS                                     | Anteriore: doppio disco semiflottante con pinza radiale a 4 pistoncini / Posteriore: disco singolo con pinza flottante a singolo pistoncino e ABS                                     | Anteriore: doppio disco semiflottante con pinza radiale a 4 pistoncini / Posteriore: disco singolo con pinza flottante a singolo pistoncino e ABS                                     | Anteriore: doppio disco semiflottante con pinza radiale a 4 pistoncini / Posteriore: disco singolo con pinza flottante a singolo pistoncino e ABS                                     |
| Pneumatici                                                     | anteriore 120/70-R17 - posteriore 160/60-R17 su cerchi da 17" in lega di alluminio | anteriore 120/70-R17 - posteriore 160/60-R17 su cerchi da 17" in lega di alluminio | anteriore 120/70-R17 - posteriore 160/60-R17 su cerchi da 17" in lega di alluminio | anteriore 120/70-R17 - posteriore 160/60-R17 su cerchi da 17" in lega di alluminio | anteriore 120/70-R17 - posteriore 160/60-R17 su cerchi da 17" in lega di alluminio |
| Prestazioni dichiarate                                         | | | | | |
| Consumo                                                        | 4,3 L / 100 km | 4,3 L / 100 km | 4,3 L / 100 km | 4,3 L / 100 km | 4,3 L / 100 km |
| Altro                                                          | | | | | |
| Omologazione                                                   | Euro 4 | Euro 4 | Euro 4 | Euro 4 | Euro 4 |
| Impianto di scarico                                            | con sistema catalizzato e sonda lambda | con sistema catalizzato e sonda lambda | con sistema catalizzato e sonda lambda | con sistema catalizzato e sonda lambda | con sistema catalizzato e sonda lambda |
| Fonte dei dati:                                                | | | | | |

## Leoncino 500 Trail
| Caratteristiche tecniche - Leoncino 500 Trail ABS (2017-2020)  | Caratteristiche tecniche - Leoncino 500 Trail ABS (2017-2020) | Caratteristiche tecniche - Leoncino 500 Trail ABS (2017-2020) | Caratteristiche tecniche - Leoncino 500 Trail ABS (2017-2020) | Caratteristiche tecniche - Leoncino 500 Trail ABS (2017-2020) | Caratteristiche tecniche - Leoncino 500 Trail ABS (2017-2020) |
| -------------------------------------------------------------- | --- | --- | --- | --- | --- |
|                                                                | | | | | |
| Dimensioni e pesi                                              | | | | | |
| Ingombri (lungh.×largh.×alt.)                                  | 2180 × 875 × 1160 mm | 2180 × 875 × 1160 mm | 2180 × 875 × 1160 mm | 2180 × 875 × 1160 mm | 2180 × 875 × 1160 mm |
| Altezze                                                        | Sella: 877 mm - Minima da terra: 185 mm | Sella: 877 mm - Minima da terra: 185 mm | Sella: 877 mm - Minima da terra: 185 mm | Sella: 877 mm - Minima da terra: 185 mm | Sella: 877 mm - Minima da terra: 185 mm |
| Interasse: 1456 mm                                             | Interasse: 1456 mm | Massa a vuoto: 170 kg | Massa a vuoto: 170 kg | Serbatoio: 12,7 L | Serbatoio: 12,7 L |
| Meccanica                                                      | | | | | |
| Tipo motore: bicilindrico in linea a 4 tempi                   | Tipo motore: bicilindrico in linea a 4 tempi | Tipo motore: bicilindrico in linea a 4 tempi | Tipo motore: bicilindrico in linea a 4 tempi | Raffreddamento: a liquido | Raffreddamento: a liquido |
| Cilindrata                                                     | 499,6 cm³ (Alesaggio 69 × Corsa 66,8 mm) | 499,6 cm³ (Alesaggio 69 × Corsa 66,8 mm) | 499,6 cm³ (Alesaggio 69 × Corsa 66,8 mm) | 499,6 cm³ (Alesaggio 69 × Corsa 66,8 mm) | 499,6 cm³ (Alesaggio 69 × Corsa 66,8 mm) |
| Distribuzione: bialbero, lubrificazione forzata a carter umido | Distribuzione: bialbero, lubrificazione forzata a carter umido | Distribuzione: bialbero, lubrificazione forzata a carter umido | Alimentazione: iniezione elettronica | Alimentazione: iniezione elettronica | Alimentazione: iniezione elettronica |
| Potenza: 35 Kw (47,3 CV) a 8500 giri al minuto                 | Potenza: 35 Kw (47,3 CV) a 8500 giri al minuto | Coppia: | Coppia: | Rapporto di compressione: 11,5:1 | Rapporto di compressione: 11,5:1 |
| Frizione: in bagno d'olio                                      | Frizione: in bagno d'olio | Frizione: in bagno d'olio | Cambio: a 6 rapporti | Cambio: a 6 rapporti | Cambio: a 6 rapporti |
| Trasmissione                                                   | a catena | a catena | a catena | a catena | a catena |
| Avviamento                                                     | elettrico | elettrico | elettrico | elettrico | elettrico |
| Ciclistica                                                     | | | | | |
| Sospensioni                                                    | Anteriore: forcelle upside-down con steli da 50 mm di diametro / Posteriore: forcellone oscillante con mono ammortizzatore laterale regolabile nel precarico molla e freno estensione | Anteriore: forcelle upside-down con steli da 50 mm di diametro / Posteriore: forcellone oscillante con mono ammortizzatore laterale regolabile nel precarico molla e freno estensione | Anteriore: forcelle upside-down con steli da 50 mm di diametro / Posteriore: forcellone oscillante con mono ammortizzatore laterale regolabile nel precarico molla e freno estensione | Anteriore: forcelle upside-down con steli da 50 mm di diametro / Posteriore: forcellone oscillante con mono ammortizzatore laterale regolabile nel precarico molla e freno estensione | Anteriore: forcelle upside-down con steli da 50 mm di diametro / Posteriore: forcellone oscillante con mono ammortizzatore laterale regolabile nel precarico molla e freno estensione |
| Freni                                                          | Anteriore: doppio disco con pinza flottante a due pistoncini / Posteriore: disco singolo con pinza flottante a un pistoncino e ABS                                                    | Anteriore: doppio disco con pinza flottante a due pistoncini / Posteriore: disco singolo con pinza flottante a un pistoncino e ABS                                                    | Anteriore: doppio disco con pinza flottante a due pistoncini / Posteriore: disco singolo con pinza flottante a un pistoncino e ABS                                                    | Anteriore: doppio disco con pinza flottante a due pistoncini / Posteriore: disco singolo con pinza flottante a un pistoncino e ABS                                                    | Anteriore: doppio disco con pinza flottante a due pistoncini / Posteriore: disco singolo con pinza flottante a un pistoncino e ABS                                                    |
| Pneumatici                                                     | anteriore 110/80-R19, posteriore 150/70-R17, su cerchio anteriore da 19" posteriore da 17"                                                                                            | anteriore 110/80-R19, posteriore 150/70-R17, su cerchio anteriore da 19" posteriore da 17"                                                                                            | anteriore 110/80-R19, posteriore 150/70-R17, su cerchio anteriore da 19" posteriore da 17"                                                                                            | anteriore 110/80-R19, posteriore 150/70-R17, su cerchio anteriore da 19" posteriore da 17"                                                                                            | anteriore 110/80-R19, posteriore 150/70-R17, su cerchio anteriore da 19" posteriore da 17"                                                                                            |
| Prestazioni dichiarate                                         | | | | | |
| Consumo                                                        | 4,3 L / 100 km | 4,3 L / 100 km | 4,3 L / 100 km | 4,3 L / 100 km | 4,3 L / 100 km |
| Altro                                                          | | | | | |
| Omologazione                                                   | Euro 4 | Euro 4 | Euro 4 | Euro 4 | Euro 4 |
| Impianto di scarico                                            | con sistema catalizzato e sonda lambda | con sistema catalizzato e sonda lambda | con sistema catalizzato e sonda lambda | con sistema catalizzato e sonda lambda | con sistema catalizzato e sonda lambda |
| Fonte dei dati:                                                | | | | | |

## Leoncino 250
| Caratteristiche tecniche - Leoncino 250 ABS (2019 - 2020)                     | Caratteristiche tecniche - Leoncino 250 ABS (2019 - 2020)                                                                           | Caratteristiche tecniche - Leoncino 250 ABS (2019 - 2020)                                                                           | Caratteristiche tecniche - Leoncino 250 ABS (2019 - 2020)                                                                           | Caratteristiche tecniche - Leoncino 250 ABS (2019 - 2020)                                                                           | Caratteristiche tecniche - Leoncino 250 ABS (2019 - 2020)                                                                           |
| ----------------------------------------------------------------------------- | --- | --- | --- | --- | --- |
|                                                                               | | | | | |
| Dimensioni e pesi                                                             | | | | | |
| Ingombri (lungh.×largh.×alt.)                                                 | 2030 × 840 × 1115 mm | 2030 × 840 × 1115 mm | 2030 × 840 × 1115 mm | 2030 × 840 × 1115 mm | 2030 × 840 × 1115 mm |
| Altezze                                                                       | Sella: 810 mm - Minima da terra: 170 mm                                                                                             | Sella: 810 mm - Minima da terra: 170 mm                                                                                             | Sella: 810 mm - Minima da terra: 170 mm                                                                                             | Sella: 810 mm - Minima da terra: 170 mm                                                                                             | Sella: 810 mm - Minima da terra: 170 mm                                                                                             |
| Interasse: 1380 mm                                                            | Interasse: 1380 mm | Massa a vuoto: 162 kg | Massa a vuoto: 162 kg | Serbatoio: 12,5 L | Serbatoio: 12,5 L |
| Meccanica                                                                     | | | | | |
| Tipo motore: monocilindrico a quattro tempi                                   | Tipo motore: monocilindrico a quattro tempi                                                                                         | Tipo motore: monocilindrico a quattro tempi                                                                                         | Tipo motore: monocilindrico a quattro tempi                                                                                         | Raffreddamento: a liquido | Raffreddamento: a liquido |
| Cilindrata                                                                    | 249 cm³ (Alesaggio 72 × Corsa 61,2 mm)                                                                                              | 249 cm³ (Alesaggio 72 × Corsa 61,2 mm)                                                                                              | 249 cm³ (Alesaggio 72 × Corsa 61,2 mm)                                                                                              | 249 cm³ (Alesaggio 72 × Corsa 61,2 mm)                                                                                              | 249 cm³ (Alesaggio 72 × Corsa 61,2 mm)                                                                                              |
| Distribuzione: 4 valvole per cilindro - Lubrificazione forzata a carter umido | Distribuzione: 4 valvole per cilindro - Lubrificazione forzata a carter umido                                                       | Distribuzione: 4 valvole per cilindro - Lubrificazione forzata a carter umido                                                       | Alimentazione: iniezione elettronica                                                                                                | Alimentazione: iniezione elettronica                                                                                                | Alimentazione: iniezione elettronica                                                                                                |
| Potenza: 19 Kw (25,8 CV) a 9250 giri al minuto                                | Potenza: 19 Kw (25,8 CV) a 9250 giri al minuto                                                                                      | Coppia: 21 Nm (2,1 kgm) a 8000 giri                                                                                                 | Coppia: 21 Nm (2,1 kgm) a 8000 giri                                                                                                 | Rapporto di compressione: 11,2:1 | Rapporto di compressione: 11,2:1 |
| Frizione: a bagno d'olio                                                      | Frizione: a bagno d'olio | Frizione: a bagno d'olio | Cambio: a 6 rapporti | Cambio: a 6 rapporti | Cambio: a 6 rapporti |
| Accensione                                                                    | elettronica | elettronica | elettronica | elettronica | elettronica |
| Trasmissione                                                                  | a catena | a catena | a catena | a catena | a catena |
| Avviamento                                                                    | elettrico | elettrico | elettrico | elettrico | elettrico |
| Ciclistica                                                                    | | | | | |
| Telaio                                                                        | traliccio in tubi d'acciaio | traliccio in tubi d'acciaio | traliccio in tubi d'acciaio | traliccio in tubi d'acciaio | traliccio in tubi d'acciaio |
| Sospensioni                                                                   | Anteriore: forcelle upside-down con steli da 41 mm di diametro / Posteriore: forcellone oscillante con mono ammortizzatore centrale | Anteriore: forcelle upside-down con steli da 41 mm di diametro / Posteriore: forcellone oscillante con mono ammortizzatore centrale | Anteriore: forcelle upside-down con steli da 41 mm di diametro / Posteriore: forcellone oscillante con mono ammortizzatore centrale | Anteriore: forcelle upside-down con steli da 41 mm di diametro / Posteriore: forcellone oscillante con mono ammortizzatore centrale | Anteriore: forcelle upside-down con steli da 41 mm di diametro / Posteriore: forcellone oscillante con mono ammortizzatore centrale |
| Freni                                                                         | Anteriore: disco singolo flottante con pinza a 4 pistoncini / Posteriore: disco singolo con pinza flottante a un pistoncino         | Anteriore: disco singolo flottante con pinza a 4 pistoncini / Posteriore: disco singolo con pinza flottante a un pistoncino         | Anteriore: disco singolo flottante con pinza a 4 pistoncini / Posteriore: disco singolo con pinza flottante a un pistoncino         | Anteriore: disco singolo flottante con pinza a 4 pistoncini / Posteriore: disco singolo con pinza flottante a un pistoncino         | Anteriore: disco singolo flottante con pinza a 4 pistoncini / Posteriore: disco singolo con pinza flottante a un pistoncino         |
| Pneumatici                                                                    | anteriore da 110/70-R17, posteriore da150/60-R17 su cerchi da 17"                                                                   | anteriore da 110/70-R17, posteriore da150/60-R17 su cerchi da 17"                                                                   | anteriore da 110/70-R17, posteriore da150/60-R17 su cerchi da 17"                                                                   | anteriore da 110/70-R17, posteriore da150/60-R17 su cerchi da 17"                                                                   | anteriore da 110/70-R17, posteriore da150/60-R17 su cerchi da 17"                                                                   |
| Prestazioni dichiarate                                                        | | | | | |
| Consumo                                                                       | 3,3 L / 100 km | 3,3 L / 100 km | 3,3 L / 100 km | 3,3 L / 100 km | 3,3 L / 100 km |
| Altro                                                                         | | | | | |
| Omologazione                                                                  | Euro 4 | Euro 4 | Euro 4 | Euro 4 | Euro 4 |
| Impianto di scarico                                                           | con sistema catalizzato e sonda lambda                                                                                              | con sistema catalizzato e sonda lambda                                                                                              | con sistema catalizzato e sonda lambda                                                                                              | con sistema catalizzato e sonda lambda                                                                                              | con sistema catalizzato e sonda lambda                                                                                              |
| Fonte dei dati:                                                               | | | | | |